# Liviu Ciobotariu
Liviu Ciobotariu (n. 26 martie 1971, Giurgiu, Ilfov, România) este un fotbalist român retras din activitate, care a jucat pe post de fundaș central la echipe ca FC Național, Dinamo și Mons. Pe plan internațional, are prezențe la națională pentru România. După încheierea carierei, a devenit antrenor, și antrenează în prezent pe FC Petrolul Ploiești.
În cariera de fotbalist la echipa națională de fotbal a României, a participat la Campionatul Mondial de Fotbal 1998.
În martie 2008 a fost decorat cu Ordinul „Meritul Sportiv” clasa a III-a, pentru rezultatele obținute la campionatele europene și mondiale din perioada 1990-2000, dar și pentru întreaga activitate.

## Cariera fotbalistică
Ciobotariu a evoluat pe postul de fundaș central. Primul său club din carieră a fost Progresul București, pentru care a debutat în 1989, când echipa evolua în Divizia C. În 1992, a avut o contribuție importantă la revenirea "Bancarilor" în primul eșalon al fotbalului românesc, în toamna aceluiași an susținând primul meci în Divizia A. A evoluat timp de nouă sezoane la Progresul, alături de care a atins cele mai mari performanțe ale clubului în campionat, locul doi în edițiile 1995/1996 și 1996/1997 și a jucat în finala Cupei României din 1997.
În 1998 a semnat un contract cu Dinamo București, unde a evoluat timp de doi ani și jumătate, necâștigând niciun trofeu. La jumătatea sezonului 1999-2000, Ciobotariu a acceptat oferta venită din partea echipei belgiene Standard Liege care a plătit în schimbul său 1,2 milioane de dolari. În Belgia, a mai evoluat pentru Mons și Antwerp.
În 2004 a revenit la Dinamo unde și-a încheiat cariera de fotbalist.
A jucat opt meciuri în cupele europene, 5 pentru Progresul și 3 pentru Dinamo.

## Echipa națională
Ciobotariu a evoluat în 32 de meciuri pentru Echipa națională de fotbal a României, marcând trei goluri. A debutat în 1997, într-un meci împotriva Macedoniei din preliminariile Campionatului Mondial de fotbal 1998.

### Goluri la echipa națională
| # | Data              | Stadion                                | Adversar | Scor | Rezultat | Competitia          |
| - | ----------------- | -------------------------------------- | -------- | ---- | -------- | ------------------- |
| 1 | 4 septembrie 1999 | Stadionul Slovan, Bratislava, Slovacia | Slovacia | 1-3  | 1–5      | Preliminarii CE2000 |
| 2 | 3 martie 2000     | Stadionul Steaua, București, România   | Grecia   | 1–0  | 2–1      | Meci amical         |
| 3 | 26 februarie 2001 | Stadionul G.S.P., Nicosia, Cipru       | Ucraina  | 1–0  | 1–0      | Meci amical         |

## Cariera de antrenor
A debutat ca antrenor principal în 2006, la Progresul București, pentru un singur meci. În 2007 semnează cu CS Otopeni, echipă aflată în acel moment în Liga a II-a, dar care își propusese timp de mai mulți ani promovarea. Cu Ciobotariu la conducere, ilfovenii și-au îndeplinit obiectivul, ajungând în premieră în istoria clubului în Liga 1.
Însă conducerea administrativă a decis să înceapă sezonul din Liga 1 cu un antrenor mai experimentat, lui Ciobotariu nefiindu-i prelungit contractul. Astfel proaspătul tehnician a revenit în Liga a II-a, unde a preluat conducerea echipei Internațional Curtea de Argeș. După o scurtă perioadă la clubul argeșean, Ciobotariu a primit oferta de a reveni la Otopeni, echipă care nu reușise rezultate mulțumitoare în Liga 1 și se afla în zona retrogradabilă.
În 28 noiembrie 2008, Ciobotariu a condus primul meci pentru Otopeni în Liga 1, pierzând cu 1-0 la Constanța, în disputa cu Farul. Nu a reușit să salveze pe CS Otopeni de la retrogradare, dar a înregistrat câteva rezultate interesante, între care un 0-0 pe terenul lui Dinamo, 2-2 acasă cu FC Timișoara, sau 6-0 în ultima etapă cu Farul, scorul campionatului 2008-09.
În octombrie 2009 a preluat conducerea grupării Pandurii Târgu Jiu, dar după 10 meciuri în care a obținut o singură victorie, a demisionat, în martie 2010.
Pe data de 30 septembrie 2010, Liviu Ciobotariu a fost prezentat oficial în funcția de antrenor al divizionarei secunde CF Brăila, având ca obiectiv clasarea pe unul din primele șase poziții ale clasamentului Seriei l la finalul campionatului. După doar o lună, perioadă în care echipa a obținut un singur punct și a pierdut patru meciul, Ciobotariu a demisionat de la conducerea grupării brăilene.
Din luna iunie a anului 2011 până în 2012 a pregătit formația Dinamo București. În sezonul 2012-2013 a antrenat formatia CSMS Iași, iar din 2013 a preluat o altă echipă din Moldova, FC Vaslui, pe care a condus-o până în 2014.
În ianuarie 2015, Ciobotariu a devenit antrenor la clubul ASA Târgu Mureș. A dus echipa până pe prima poziție în Liga I, însă a eșuat în tentativa de a câștiga titlul de campion după două înfrângeri în ultimele două etape ale sezonului 2014-15. La finalul stagiunii, Ciobotariu a ajuns la un acord cu șefii clubului privind rezilierea contractului.
La 4 iunie 2015, a fost numit antrenor principal al echipei saudite Al-Faisaly. Iar în 2017 a ajuns la Al-Ta'ee. După un sezon, Ciobotariu a revenit în România și a preluat pe FC Botoșani.
La 3 iunie 2019, Ciobotariu a fost numit selecționer al echipei naționale a Libanului. După zece meciuri în această poziție, la 17 iunie 2020, Asociația de Fotbal din Liban a decis să nu prelungească înțelegerea lui Ciobotariu care ajunsese la final.
Pe 15 ianuarie 2021, Ciobotariu a fost numit antrenor al echipei FC Hermannstadt din Liga I cu care a semnat un contract pentru două sezoane. După doar două luni, pe 21 martie, Hermannstadt și antrenorul Liviu Ciobotariu au reziliat înțelegerea contractuală în condiții amiabile.
La 7 mai 2021, Ciobotariu a ajuns la un acord cu FC Voluntari, semnând un contract valabil până la finalul sezonului 2021-22. În sezonul 2021-22, FC Voluntari a ocupat locul 6 în Liga I la finalul părții regulate, obținând astfel în premieră calificarea în faza play-off. Evoluțiile bune au continuat și ilfovenii au încheiat sezonul pe locul 4, cea mai bună clasare din istorie. De asemenea, în Cupa României, FC Voluntari a avut un parcurs excelent și a ajuns în finală, a doua din istoria clubului, pierzând însă pe 19 mai 2022 în fața echipei Sepsi Sfântu Gheorghe. Astfel, Ciobotariu și-a prelungit contractul pentru încă un sezon. Însă în stagiunea 2022-23 rezultatele nu au mai fost pe măsură, echipa neprinzând play-off-ul și fiind eliminată în Cupa României încă din faza grupelor. Totuși, în play-out-ul Superligii FC Voluntari a ocupat locul 3 și a jucat astfel în barajul pentru calificarea în UEFA Conference League, pierzând la lovituri de departajare în fața echipei FCU Craiova. La finalul sezonului, Ciobotariu s-a despărțit de FC Voluntari, echipă pe care a condus-o în 91 de partide oficiale, în toate competițiile, bilanțul său însumând 36 de victorii, 28 de egaluri și 27 de eșecuri.
La o zi după despărțirea de Voluntari, Ciobotariu a semnat un contract pentru un sezon cu Sepsi Sfântu Gheorghe, cu posibilitate de prelungire pentru încă un an. Însă după doar cinci luni, a ajuns la un acord privind rezilierea pe cale amiabilă a relațiilor contractuale.
În iulie 2024, Ciobotariu se întoarce la FC Botoșani, formație pe care a mai antrenat-o și în sezonul 2018-2019.
După despărțirea de FC Botoșani,Liviu Ciobotariu preia pe 3 iunie 2025, echipa  FC Petrolul Ploiești.

### Statistici antrenorat
| Echipa           | Țara    | Început           | Sfârșit         | Rezultate | Rezultate | Rezultate | Rezultate | Rezultate | Rezultate | Rezultate  |
| Echipa           | Țara    | Început           | Sfârșit         | M         | V         | E         | Î         | GM        | GP        | Victorii % |
| ---------------- | ------- | ----------------- | --------------- | --------- | --------- | --------- | --------- | --------- | --------- | ---------- |
| Dinamo București | România | 11 iulie 2011     | 10 aprilie 2012 | 25        | 13        | 7         | 5         | 39        | 20        | 52         |
| CSMS Iași        | România | 30 august 2012    | 20 aprilie 2013 | 21        | 6         | 2         | 13        | 22        | 30        | 28,57      |
| FC Vaslui        | România | 8 octombrie 2013  | 19 aprilie 2014 | 19        | 11        | 4         | 4         | 31        | 15        | 57,89      |
| ASA Târgu Mureș  | România | 22 februarie 2015 | 9 iunie 2015    | 17        | 12        | 2         | 3         | 30        | 14        | 70,59      |